# Grafisk industri
Grafisk industri är branschbenämningen på bland annat tryckerier. Verksamheter som ingår i den grafiska industrin idag är bland annat offset-, screen-, flexo- och digitaltryck.